# 田宮虎彦
田宮 虎彦（たみや とらひこ、1911年8月5日 - 1988年4月9日）は、日本の昭和期の小説家。『足摺岬』や『絵本』など希望の無い時代の孤独な知識人の暗い青春を描いた半自伝的作品や、弱者に対するしみじみとした愛情に支えられた独特のリアリズム小説を発表し、戦後高い評価を受けた。『落城』『霧の中』などの歴史物でも知られる。

## 経歴
東京生まれ、神戸市に育つ。船員である父親の都合で転居を繰り返し、兵庫県立第一神戸中学校から第三高等学校に進学し、1933年に卒業。三高では彼の入学年度から保証教授制度により学生の管理が厳しくなったが「別に不自由な制度とは思わず、実に自由に遊び呆けて、三高生活に突入していった」と自ら明るい学生生活を振り返っている。同期生に青山光二、森本薫らがおり、文芸部の先輩に西口克己、文芸部長に林久男、担任に山本修二、桑原武夫（講師）がいた。
東京帝国大学文学部国文学科在学中から、同人誌『日暦』に参加し、小説「無花果」などを発表した。『帝国大学新聞』の編集部員として三高出身の作家を訪ね歩き、武田麟太郎や丸山薫宅には足しげく通い、詩や小説を読んでもらった。大学卒業後都新聞に入社するも『人民文庫』研究会の無届集会により逮捕され同社退社。『人民文庫』には1936年の創刊とともに参加していたが、治安維持法により度重なる発禁処分を受けた人民文庫は廃刊。「沈没しようとしていた船からいち早く脱出した鼠」と古澤元は自主解散派だった田宮を評した。その後、女学校教師などをしながら小説修業を続ける。1938年に外務省系列の国際映画協会で知り合った平林千代と職場結婚。1947年に『世界文化』に発表した「霧の中」で注目され、小説家生活に入る。以降、精力的に作品を発表。
1950年『世界』に発表した「絵本」が、翌年毎日出版文化賞を受ける。
1956年11月、妻を胃癌で喪って悲嘆に暮れる。1957年、亡妻との往復書簡が『愛のかたみ』の題名で光文社から刊行されベストセラーとなり多くの日本人が感動した。しかし、『群像』1957年10月号で平野謙が「誰かが言わねばならぬ──『愛のかたみ』批判」で夫婦観や文学観を「変態的」と評論した。田宮は反論することなく自ら同書を絶版とし、次第に執筆活動から遠ざかっていった。1980年7月には小田切秀雄がカルチャーセンターの講義で「平野謙さんから聞いた話」として、田宮のことを「『愛のかたみ』の印税で女と遊んでいた」と発言。これに対し、田宮は『新潮』1980年10月号に小文「トルストイとスターリン」を発表し、抗議した。
晩年はハンセン氏病の療養所の医師をしていた義弟の葬儀をきっかけにハンセン氏病の偏見をなくすために長編の雑誌連載をしたいと丸四年をかけて全国13カ所の国立療養所を取材したが実現しなかった。
1988年1月に脳梗塞で倒れ日産玉川病院にて療養、右半身不随になり、リハビリを経て3月末に退院。同年4月9日午前9時15分頃、同居人である旧友の子息の不在中に東京都港区北青山2丁目のマンション11階ベランダから投身自殺を図る。その後東京女子医科大学病院へ搬送されたが、午前10時前に死亡が確認された。脳梗塞が再発し手がしびれて思い通りに執筆できなくなったため命を絶つとの遺書が残されていた。享年77。墓所は多磨霊園にある。

## 家族
- 父・ 昂之‐ 外国定期航路船機関長
- 妻・千代 - 旧姓：平林。東京女子大学英文科卒。胃癌により40歳で没。田宮から「千代がいたから『霧の中』のような小説が書けるようになった」と聞いた青山光二は、平野謙、埴谷雄高、佐々木基一と田宮家を訪ねた際、千代が出した紅茶がどれも同じ分量、同じ色合いで茶滓のかけらもないのを見て、「白いカップに映えたきれいな紅茶の色こそが田宮の結婚生活の幸福の色だった」とのちに述べている。
- 長男・田宮兵衛 - 気候学者で帝京平成大学教授、
- 次男・田宮堅二 - トランペット奏者で桐朋学園大学教授。
- 相婿・小田島雄志 - 妻の妹・若子の夫[10]

## 『愛のかたみ』批判
妻を喪った翌年、追悼文と妻との往復書簡をまとめた『愛のかたみ』（1957年）を出版すると、平野謙は『群像』に「誰かが言わねばならぬ──『愛のかたみ』批判」を発表した。平野は本書に収録された田宮夫妻の甘いやりとりに「こういう特殊な、不自然な、変態的な書物が、なにか普遍的な、正常な、純愛ふうの物語として、世に受け入れられているらしい事実に、黙っていられぬ気がし」て、理解を絶するものだと激しく批判し、妻を亡くした世の夫たちと同様に、田宮の気持ちの中にも妻からの解放感が隠されているはずだと推論し、さらには田宮の『絵本』『菊坂』は二流小説であり、『足摺岬』は三流だとまで書いた。
これに対し、田宮は沈黙したままだったが、1980年に小田切秀雄が平野から聞いた話として田宮は『愛のかたみ』の印税で女と遊んでいたとカルチャーセンターで話した際には同年の『新潮』に「トルストイとスターリン」の小文を発表し、自身は平野からも小田切からも事実を確かめる問い合わせを受けておらず、とはいえ二人は無責任な話をする人とは思えないから話を心にとめておくだけにしたが、スターリンの悪辣な捏造工作によって陥れられ、粛清され犠牲となったソ連共産党の古参党員を思い出したと書き綴った。

## 作品

### 作風
父は高知市、母は香美郡香宗村（現・香南市）の出身。高知へ帰ることも多く、土佐を郷里と意識していた。「足摺岬」など土佐を題材とした作品も多い。船員の父親から激しい折檻をうけて育ち、父との折り合いが悪く大学在学中も母の密かな仕送りで生活していた。
『菊坂』『絵本』『足摺岬』『異母兄弟』といった田宮の小説の基本モティーフは、人が人であることへの絶望感である。『絵本』そして『絵本』の続編的内容である『足摺岬』などが代表作とされる。その私小説世界は、いまなお多く読者の心を捉えている。
『霧の中』『落城』などの歴史小説も評価が高く、戊辰戦争から十五年戦争にかけて激動の時代の中で、運命に翻弄される人々の絶望、それに苦悩する魂を清冽な叙情でつづった。
NHKで放映した彼の作品の特集番組では「（『絵本』『足摺岬』の）昭和のあの暗い時代と現代と何がどれほど本質的に変わったのか」と田宮自身が語る映像で締めくくっている。

### 代表作
- 霧の中
- 落城
- 絵本
- 足摺岬
- ある女の生涯
- 愛のかたみ
- 異母兄弟

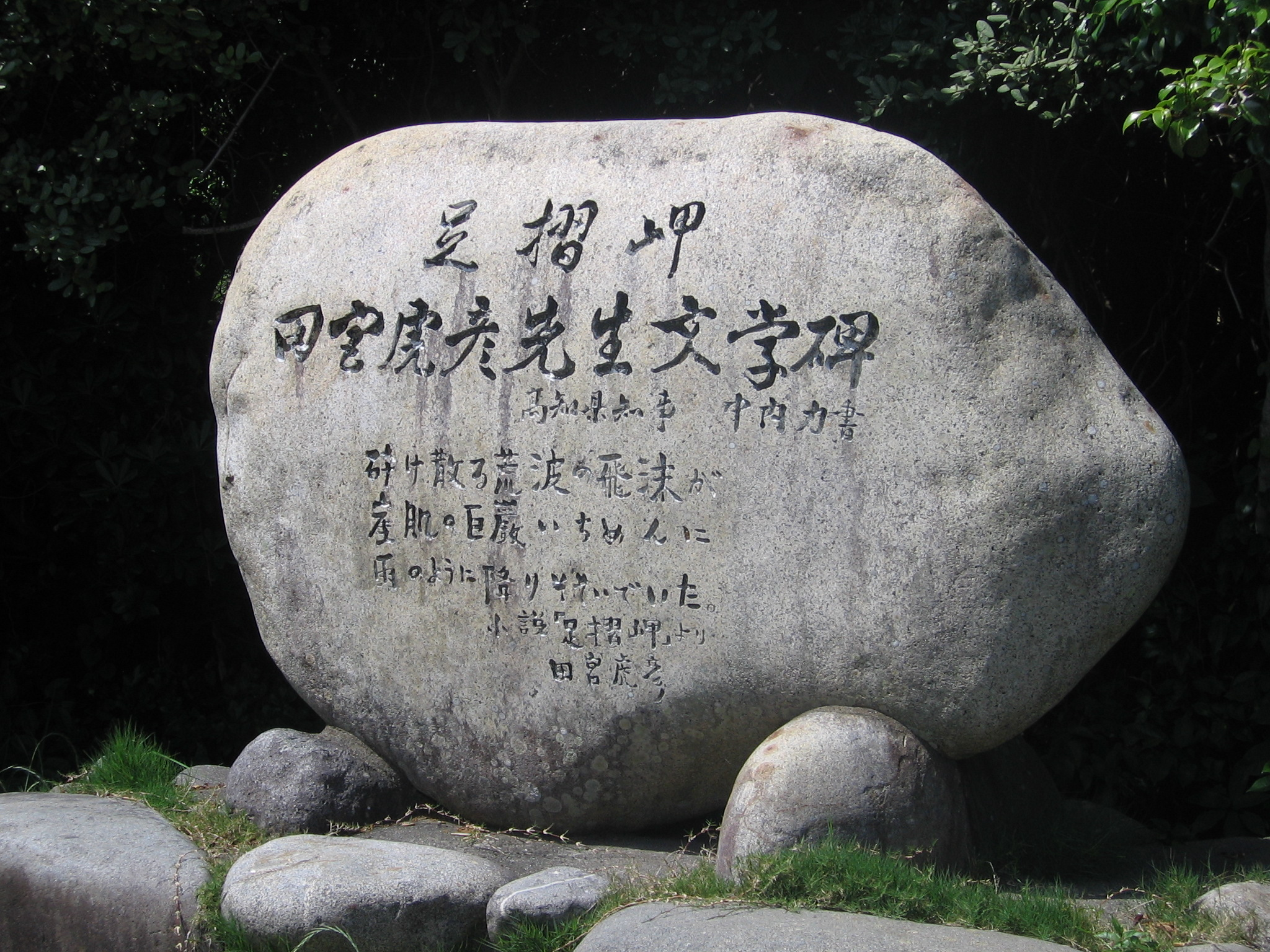
足摺岬にある文学碑

- 花 - 『花物語』として1989年に映画化。監督は堀川弘通。主演は高橋惠子。配給は大映。

### 著書
- 『早春の女たち』赤門書房 赤門叢書 1941年
- 『萠える草木 長篇小説』通文閣 青年芸術派叢書 1941年
- 『或る青春』赤坂書店 青春文学叢書 1947年
- 『霧の中 創作集』沙羅書房 1948年 のち新潮文庫
- 『絵本』河出書房 市民文庫 1951年
- 『菊坂』コスモポリタン社 1951年 のち角川文庫
- 『落城』東京文庫 1951年 のち角川文庫
- 『足摺岬 田宮虎彦小説集』暮しの手帖社 1952年 のち角川文庫
- 『異端の子 田宮虎彦小説集』暮しの手帖社 1953年 のち角川文庫
- 『鷺』和光社 1953年
- 『落城・足摺岬』新潮文庫 1953年
- 『愛情について』朝日新聞社 1954年 「別れて生きる時も 愛情について」角川文庫
- 『ある女の生涯』新潮社 昭和名作選 1954年
- 『卯の花くたし』筑摩書房 1954年
- 『小説千恵子の生き方』光文社 カッパ・ブックス 1954年
- 『眉月温泉』山田書店 1954年
- 『ぎんの一生』角川小説新書 1955年 のち文庫
- 『随筆たずねびと 人間への郷愁』光文社 カッパ・ブックス 1955年
- 『道子の結婚』光文社 カッパ・ブックス 1955年
- 『銀心中』新潮社 小説文庫 1956年 のち文庫
- 『田宮虎彦作品集』全6巻 光文社 1956年 - 1957年
- 『飛び立ち去りし』角川小説新書 1956年
- 『野を駈ける少女』平凡出版 平凡映画小説シリーズ 1956年
- 『文学問答』近代生活社 1956年
- 『愛するということ』東都書房 1957年
- 『小説異母兄弟』光文社 カッパ・ブックス 1957年
- 『落城・霧の中 他四篇』岩波文庫 1957年
- 『祈るひと』光文社 1958年
- 『風と愛のささやき』平凡出版 1958年
- 『生きるいのち』角川書店 1959年
- 『黄山瀬』光文社 1959年
- 『若き心のさすらい』光文社 1959年
- 『赤い椿の花』毎日新聞社 1960年 のち角川文庫
- 『悲恋十年・銀心中 他六篇』角川文庫 1960年
- 『小さな赤い花 長編小説』光文社 1961年 のち角川文庫
- 『笛・はだしの女』光文社 1961年
- 『木の実のとき』新潮社 1962年
- 『私のダイヤモンド』角川小説新書 1962年
- 『花』新潮社 1964年
- 『姫百合』講談社 1964年
- 『別れて生きる時も』東方社 1964年
- 『若い日の思索』旺文社新書 1967年
- 『二本の枝』新潮社 1968年
- 『夜ふけの歌』新潮社 1968年
- 『お別れよ』三笠書房 1970年
- 『沖縄の手記から』新潮社 1972年
- 『ブラジルの日本人』朝日選書 1975年
- 『私の日本散策』写真: 山本明 北洋社 1975年
- 『荒海』新潮社 1978年
- 『日本讃歌』礒貝浩 写真 創作集団ぐるーぷ・ぱあめ 1979年
- 『さまざまな愛のかたち』暮しの手帖社 1985年
- 『足摺岬 田宮虎彦作品集』講談社文芸文庫 1999年
- 『寛永主従記』明治書院 2010年

#### 共編著
- 『青年藝術派 新作短篇集』(田宮他７名による同人誌）明石書房 1941年
- 『戰災孤兒の記録』島田正蔵共編 文明社出版部 1947年
- 『愛のかたみ』田宮千代共著 光文社 1957年
- 『神戸 我が幼き日の…』小松益喜共著 中外書房 1958年
- 『岬』編 有紀書房 1960年
- 『シリーズ・戦争の証言 2 戦災孤児の記録』編 太平出版社 1971年

## 関連作品

### 映画作品
- 映画『足摺岬』 吉村公三郎監督 （1954年/日本/北星 モノクロ108分）
  - 木村功/津島恵子 出演
  - 『絵本』『菊坂』『足摺岬』を新藤兼人が脚色。
- 映画『銀心中』 新藤兼人監督 （1956年/日本/日活 モノクロ108分）
  - 宇野重吉/長門裕之/乙羽信子 出演
- 映画『異母兄弟』 家城巳代治監督 （1957年/日本/独立映画 モノクロ110分）
  - 三國連太郎/田中絹代/中村賀津雄/南原宏治 出演
  - 1958年3月、チェコのカルロヴィ・ヴァリ国際映画祭でソビエトの『静かなるドン』とグランプリを頒けた。
- 映画『祈るひと』 滝沢英輔監督 (1959年、日活)
  - 月丘夢路/芦川いづみ
- 映画『雲がちぎれる時』 五所平之助監督（1961年/日本/松竹 カラー93分）
  - 佐田啓二/有馬稲子/仲代達矢/倍賞千恵子 出演
  - 『赤い椿の花』を新藤兼人が脚色。

上記のほか、テレビドラマとして、1956年から1978年までの間に少なくとも30本の作品が放送されている。

### 評論
- 『田宮虎彦論』山崎行雄著（オリジン出版センター 1991年）1095-0143-0817
- 『田宮虎彦研究』山崎行雄編集兼発行人（田宮虎彦研究会 第4号1997年 第5号2001年）